# Gymnothorax parini
Gymnothorax parini är en fiskart som beskrevs av Collette, Smith och Böhlke, 1991. Gymnothorax parini ingår i släktet Gymnothorax och familjen Muraenidae. Inga underarter finns listade i Catalogue of Life.